# Koonga
Koonga (em estoniano:  Koonga vald) é um município rural estoniano localizado na região de Pärnumaa.